# Nicholas County (Kentucky)
Nicholas County is een county in de Amerikaanse staat Kentucky.
De county heeft een landoppervlakte van 509 km² en telt 6.813 inwoners (volkstelling 2000). De hoofdplaats is Carlisle.

## Bevolkingsontwikkeling

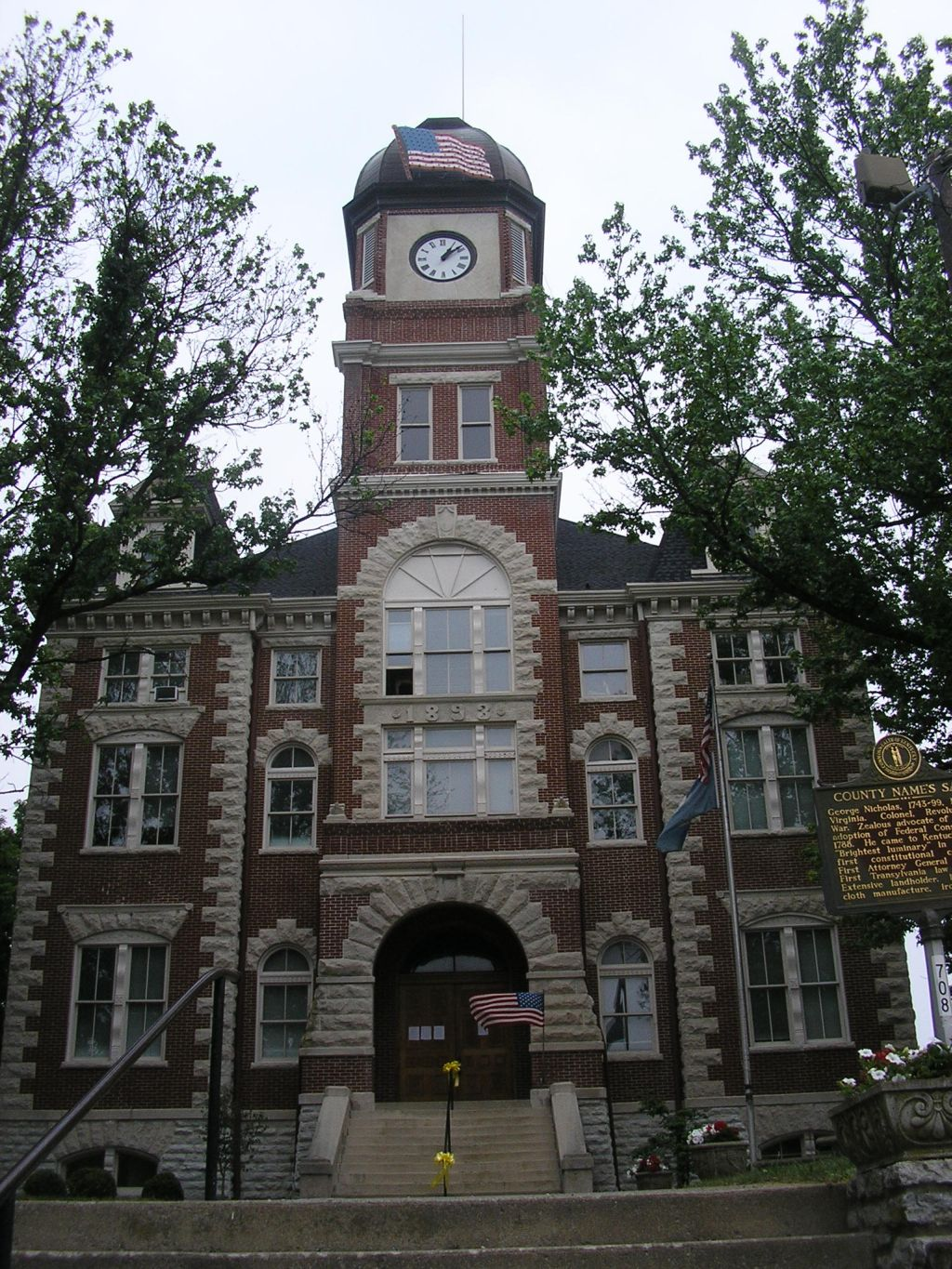
Nicholas County Courthouse